# Royaume-Uni au Concours Eurovision de la chanson 1969
Le Royaume-Uni a participé au Concours Eurovision de la chanson 1969 à Madrid, en Espagne. C'est la 12e participation et la deuxième victoire du Royaume-Uni au Concours Eurovision de la chanson.
La chanson Boom Bang-a-Bang chantée par Lulu a été sélectionnée lors d'une finale nationale, dans l’émission A Song for Europe organisée par la BBC.

## A Song for Europe 1969
La finale a eu lieu le 22 février 1969 et présenté par Michael Aspel.

### Finale
- Diffusé sur BBC Television 22 février 1969

| Artiste                                          | Chanson                          | Place | Points* |
| ------------------------------------------------ | -------------------------------- | ----- | ------- |
| Lulu                                             | Are You Ready For Love?          | 5     | 5,560   |
| Lulu                                             | March!                           | 2     | 38,418  |
| Lulu                                             | Come September                   | 3     | 11,362  |
| Lulu                                             | I Can't Go On Living Without You | 6     | 5,087   |
| Lulu                                             | Boom Bang-a-Bang                 | 1     | 56,476  |
| Lulu                                             | Bet Yer                          | 4     | 8,306   |
| Le tableau suit l'ordre de passage des chansons. |                                  |       |         |

Boom Bang-a-Bang a remporté la finale nationale et a terminé première du concours.

## À l'Eurovision
Le Royaume-Uni était le 7e pays lors de la soirée du concours, après l'Italie est avant les Pays-Bas. À l'issue du vote, le Royaume-Uni a reçu 18 points, se classant 1re sur 16 pays. Il faudrait attendre jusqu'en 1978 pour que le Royaume-Uni ne termine pas dans la première moitié du tableau.

### Points attribués au Royaume-Uni
| 10 points | 9 points     | 8 points | 7 points      | 6 points                                     |
| --------- | ------------ | -------- | ------------- | -------------------------------------------- |
|           |              |          |               |                                              |
| 5 points  | 4 points     | 3 points | 2 points      | 1 point                                      |
| - Suède   | - Luxembourg | - Italie | - Yougoslavie | - Finlande - Allemagne - Pays-Bas - Portugal |

### Points attribués par le Royaume-Uni
| 4 points | France   |
| 3 points | Belgique |
| 2 points | Suisse   |
| 1 point  | Ireland  |